# Matt sollöpare
Matt sollöpare (Poecilus punctulatus) är en skalbaggsart som först beskrevs av Johann Gottlieb Schaller 1783.  Matt sollöpare ingår i släktet Poecilus, och familjen jordlöpare. Enligt den svenska rödlistan är arten starkt hotad i Sverige. Arten förekommer i Götaland och Öland. Arten har tidigare förekommit på Gotland men är numera lokalt utdöd. Artens livsmiljö är jordbrukslandskap, stadsmiljö.

## Bildgalleri

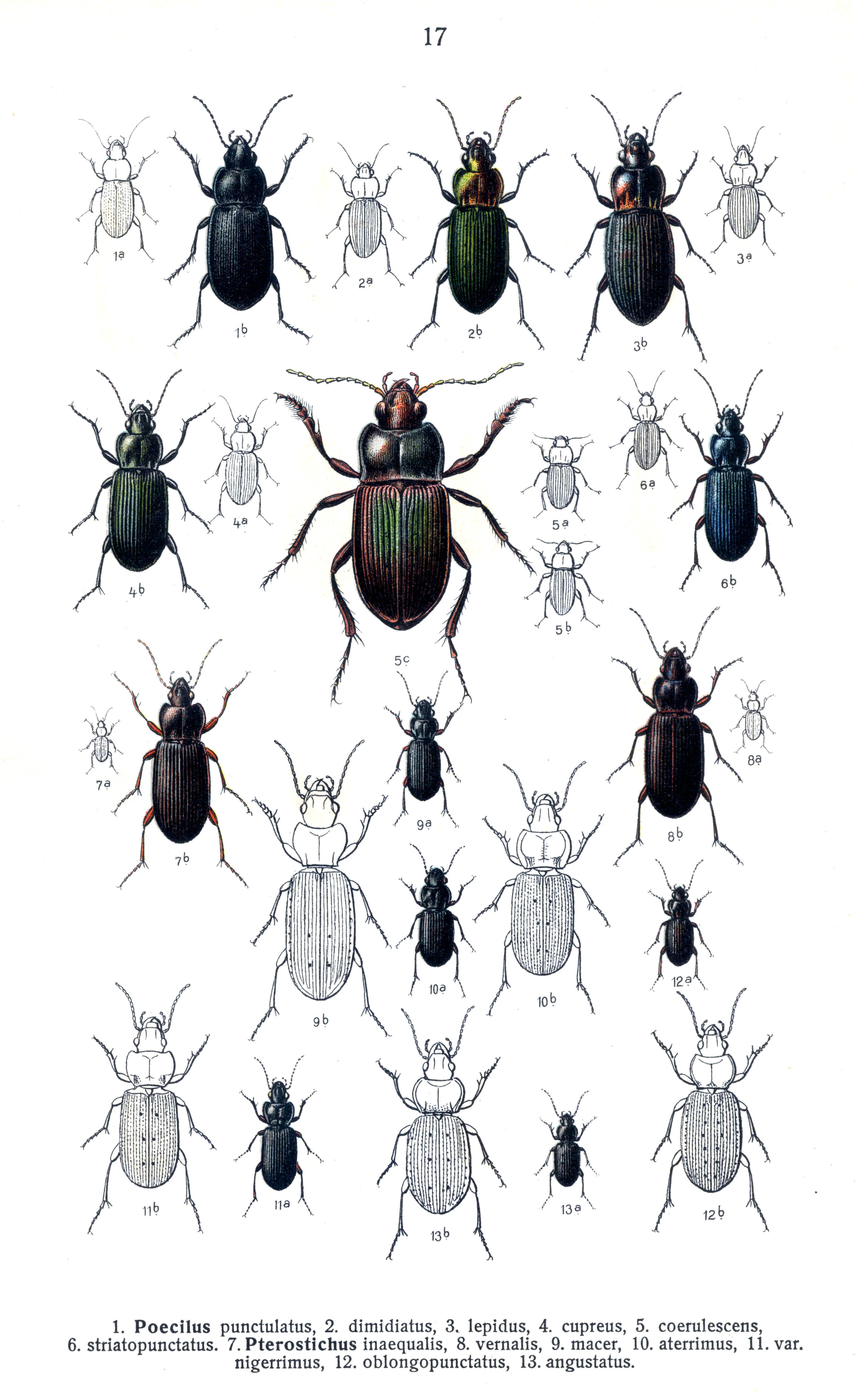
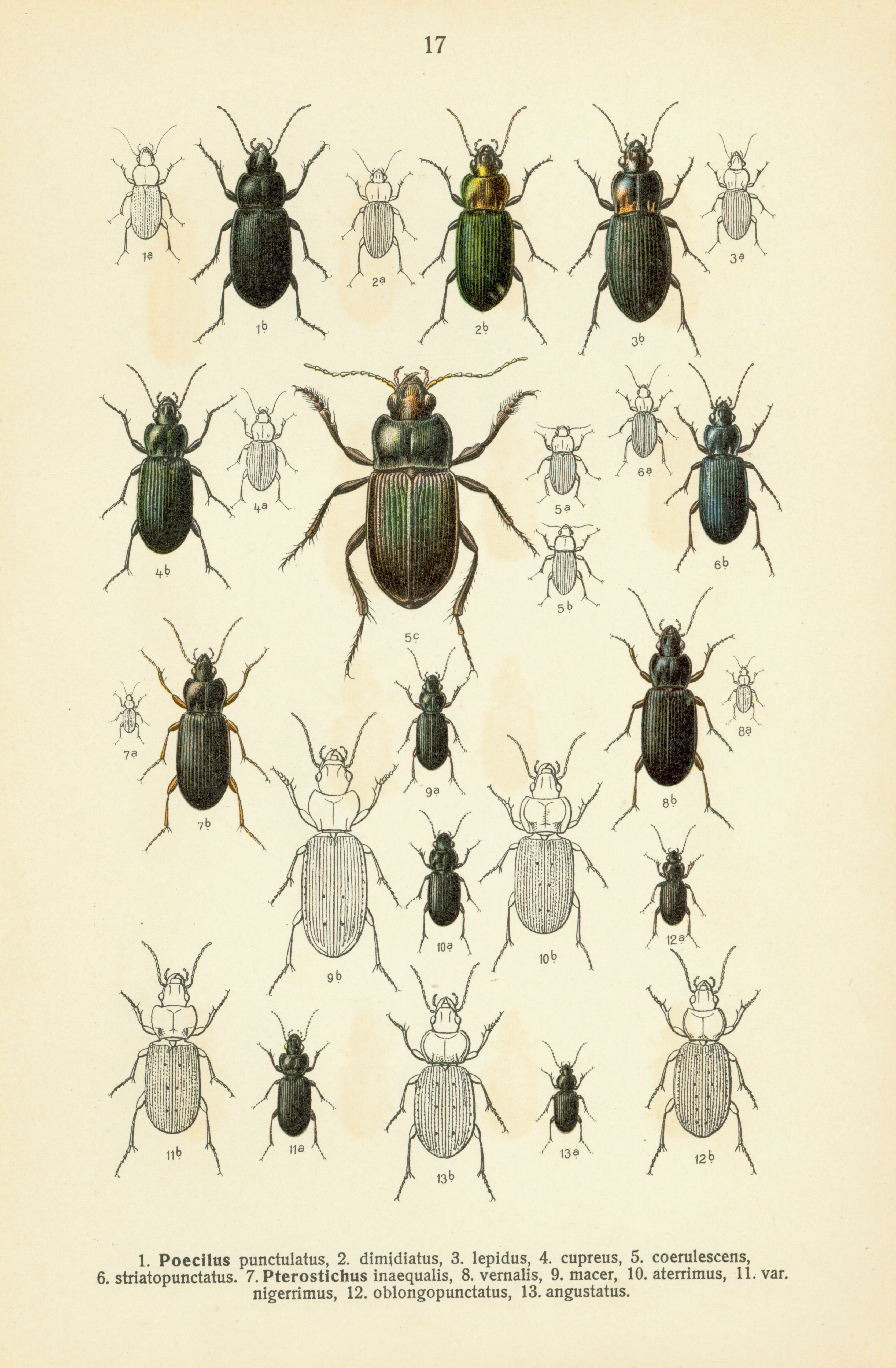